# Arthur Zagré
Arthur Zagré (Neuilly-sur-Seine, 4 ottobre 2001) è un calciatore francese, difensore dell'Excelsior.

## Carriera

### Club
Cresciuto nel settore giovanile del Paris Saint-Germain, debutta in prima squadra il 25 agosto 2019 in occasione dell'incontro di Ligue 1 vinto 4-0 contro il Tolosa; pochi giorni più tardi viene acquistato a titolo definitivo dal Monaco.
In seguito gioca nella prima divisione olandese con Utrecht ed Excelsior.

### Nazionale
Ha giocato nelle nazionali giovanili francesi Under-18 ed Under-19.

## Statistiche
Statistiche aggiornate al 4 dicembre 2021.

### Presenze e reti nei club
| Stagione        | Squadra               | Campionato      | Campionato | Campionato | Coppe nazionali | Coppe nazionali | Coppe nazionali | Coppe continentali | Coppe continentali | Coppe continentali | Altre coppe | Altre coppe | Altre coppe | Totale | Totale | Totale |
| Stagione        | Squadra               | Comp            | Pres       | Reti       | Comp            | Pres            | Reti            | Comp               | Pres               | Reti               | Comp        | Pres        | Reti        | Pres   | Reti   |        |
| --------------- | --------------------- | --------------- | ---------- | ---------- | --------------- | --------------- | --------------- | ------------------ | ------------------ | ------------------ | ----------- | ----------- | ----------- | ------ | ------ | ------ |
| 2017-2018       | Paris Saint-Germain 2 | N2              | 2          | 0          |                 | -               | -               |                    | -                  | -                  |             | -           | -           | 2      | 0      |        |
| 2018-2019       | Paris Saint-Germain 2 | N2              | 25         | 1          |                 | -               | -               |                    | -                  | -                  |             | -           | -           | 25     | 1      |        |
| 2019-2020       | Paris Saint-Germain   | L1              | 1          | 0          | CF+CdL          | 0               | 0               |                    | -                  | -                  |             | -           | -           | 1      | 0      |        |
| 2019-2020       | Monaco 2              | N2              | 3          | 0          |                 | -               | -               |                    | -                  | -                  |             | -           | -           | 3      | 0      |        |
| 2020-2021       | Monaco 2              | N2              | 2          | 0          |                 | -               | -               |                    | -                  | -                  |             | -           | -           | 2      | 0      |        |
| 2019-2020       | Monaco                | L1              | 0          | 0          | CF+CdL          | 2+1             | 0               |                    | -                  | -                  |             | -           | -           | 3      | 0      |        |
| 2020-2021       | Digione               | L1              | 3          | 0          | CF              | 0               | 0               |                    | -                  | -                  |             | -           | -           | 3      | 0      |        |
| 2021-2022       | Jong Utrecht          | 1D              | 4          | 1          |                 | -               | -               |                    | -                  | -                  |             | -           | -           | 4      | 1      |        |
| 2021-2022       | Utrecht               | ED              | 4          | 1          | CO              | 1               | 0               |                    | -                  | -                  |             | -           | -           | 5      | 1      |        |
| Totale carriera | Totale carriera       | Totale carriera | 44         | 3          |                 | 4               | 0               |                    | -                  | -                  |             | -           | -           | 48     | 3      |        |